# Skogsvåg
Skogsvågen o Skogsvåg es el centro administrativo del municipio de Sund en la provincia de Hordaland, Noruega. La localidad se ubica en la costa este de la isla de Store Sotra en el norte de Sund y al noroeste de Hammarsland. Es sede del Sund senter (un centro comercial), el kindergarten de Skogsvåg, el estadio de Skogsvåg, la secundaria de Sotra y la casa de retiro Sund og Sundheimen. Tiene una superficie de 0,4km y una población de 465 habitantes a 2013.